# Обсерваторія Вери Рубін
Оглядовий телескоп Сімоні обсерваторії Вери Рубін (англ. the Simonyi Survey Telescope at Rubin Observatory, Великий синоптичний оглядовий телескоп, ВСОТ, англ. Large Synoptic Survey Telescope, LSST) — ширококутний телескоп-рефлектор із діаметром дзеркала 8,4 м, який будується в Чилі, у складі обсерваторії Вери Рубін. Його основним завданням має бути широкий огляд неба Legacy Survey of Space and Time (LSST). Обсерваторія названа на честь Вери Рубін, американської астрономки, піонерки дослідження швидкостей обертання галактик. А слово синоптичний у назві телескопа походить від грец. σύν («разом») та ὄψις («вид»), і описує спостереження, які дають загальний вид предмету на певний час.
2013 року телескоп планували назвати оглядовим телескоп Сімоні (англ. Simonyi Survey Telescope) , на честь мецената Чарльза Сімоні. Цей ширококутний телескоп-рефлектор із 8,4-метровим головним дзеркалом, який кожні кілька ночей фотографуватиме все доступне небо. У телескопі застосовано оптичну схему тридзеркального анастигмата, що дозволяє отримувати чіткі зображення в широкому полі зору діаметром 3,5°. Зображення будуть записуватися 3,2-гігапіксельною ПЗЗ-камерою, найбільшою цифровою камерою з будь-коли створених.
Телескоп розташований на вершині Ель-Пеньйон гори Серро-Пачон висотою 2682 метри в регіоні Кокімбо на півночі Чилі, неподалік від телескопів Джеміні-Південь і Південними астрофізичними дослідницькими телескопами (Southern Astrophysical Research Telescopes). Основна лабораторія (англ. LSST Base Facility) перебуватиме десь за  100 км від телескопа, у місті Ла-Серена.
Телескоп запропонували побудувати 2001 року, виготовлення дзеркала розпочалося 2007 року (за рахунок приватних коштів). У десятирічному огляді астрономії та астрофізики (англ. Astronomy and Astrophysics Decadal Survey) 2010 року телескоп визнали одним із найкращих великих наземних проєктів, а будівництво обсерваторії розпочалося 1 серпня 2014 року, коли Національний науковий фонд (NSF) виділив частину фінансування на 2014 рік (27,5 млн дол. США). Будівництво майданчика розпочалося 14 квітня 2015 року з урочистого закладення першого каменя. Фінансування надходить від NSF, Міністерства енергетики Сполучених Штатів і приватних джерел, залучених спеціальною міжнародною некомерційною організацією LSST Corporation, яка перебуває під керівництвом Асоціації університетів для досліджень у галузі астрономії (AURA). Очікується, що загальна вартість будівництва становитиме близько 680 млн дол.
Перше світло для інженерної камери очікувалося в грудні 2023 року, а перше світло для системи — в липні 2024 року. Огляд неба планували розпочати в жовтні 2024 року. Передбачалося, що дані LSST ставатимуть повністю публічними через два роки після їх отримання.

## Історія

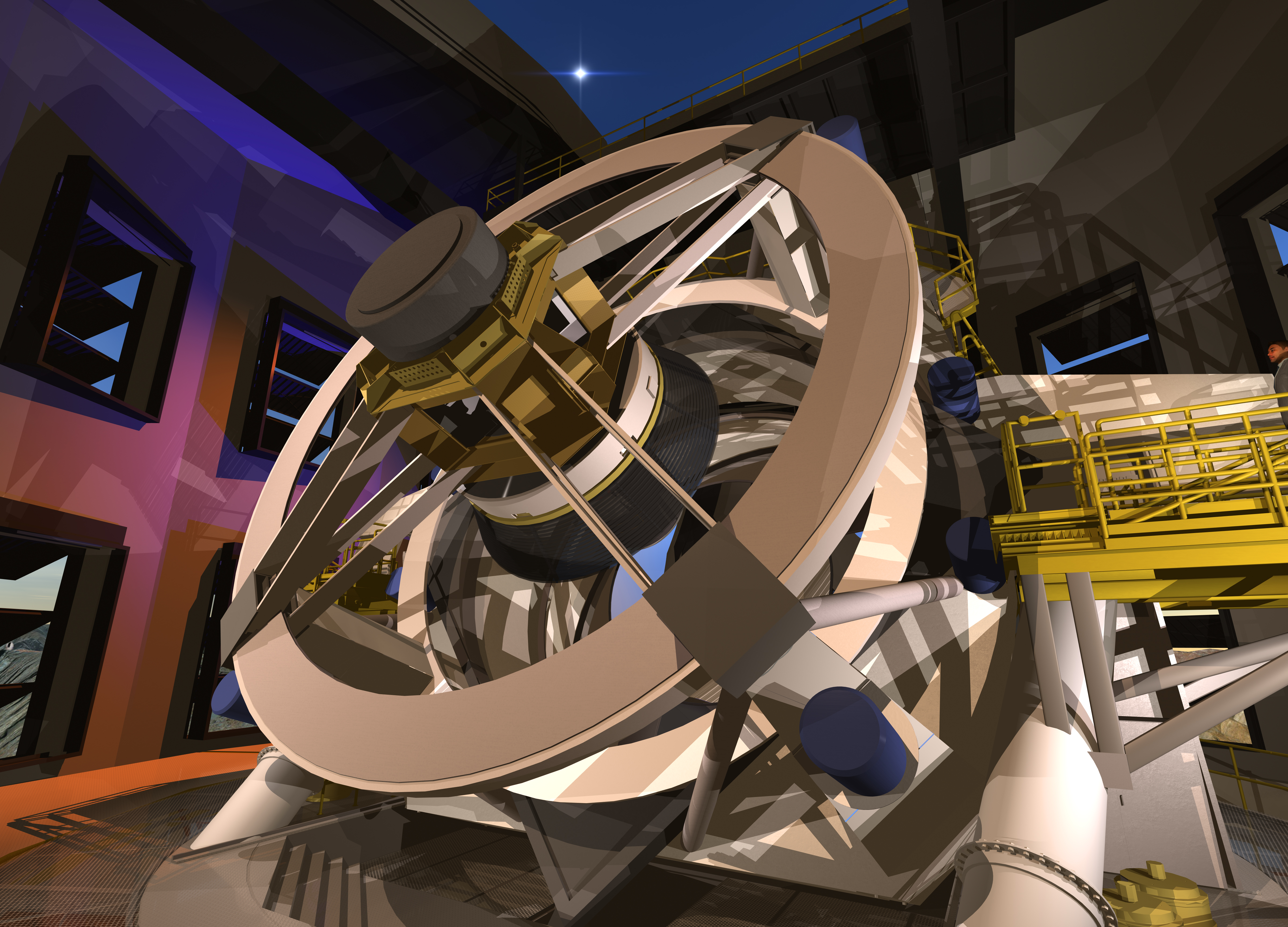
Художнє зображення внутрішнього вигляду під куполом LSST

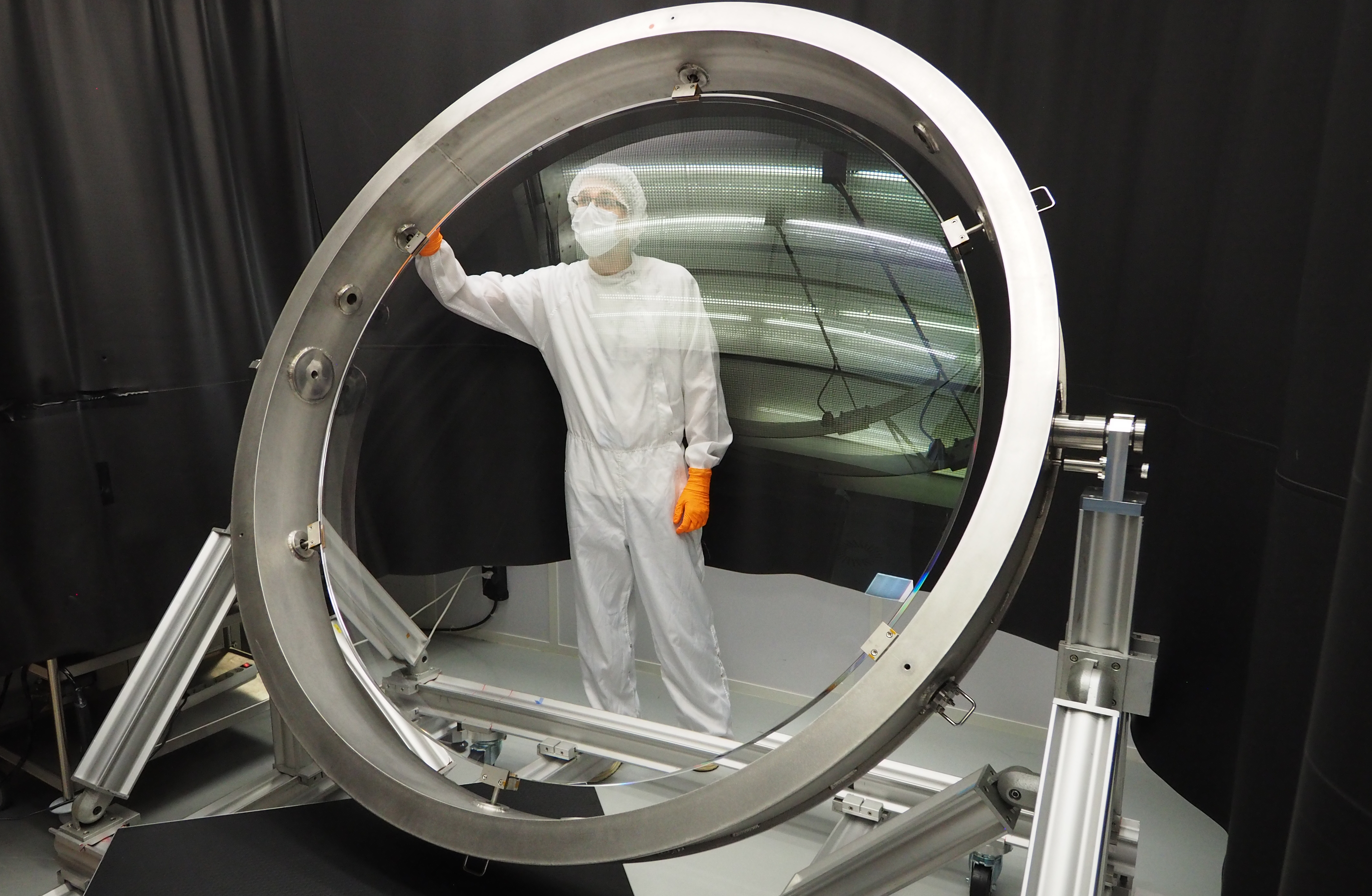
Лінза L1 в 2018 році

Обсерваторія Вери Рубін є нащадком довгої традиції оглядів неба, які розпочалися з каталогів середини 1700-х років, створених за результатами спостережень неозброєним оком, наприклад каталогу Мессьє. Потім були фотографічні огляди кінця XIX сторіччя, такі як Гарвардська колекція фотопластинок, Паломарський атлас та інші. На межі XX і XXI сторіч на заміну фотопластинкам прийшли перші цифрові огляди, такі як Слоанівський цифровий огляд неба.
Проект розробляли з попередньої концепції «Телескопа темної матерії», висунутої ще 1996 року. У п'ятому десятирічному огляді астрономії та астрофізики, опублікованому 2001 року, синоптичний оглядовий телескоп великої апертури було рекомендовано як важливу ініціативу. На цьому ранньому етапі були визначені базовий дизайн та завдання телескопа, а саме:

Синоптичний оглядовий телескоп великої апертури — оптичний телескоп класу 6,5 м, спроєктований для огляду видимого неба кожен тиждень на більш тьмяному рівні, ніж досягнутий наявними оглядами. Він виявить та занотує 90 % навколоземних об'єктів, більших 300 м у діаметрі, та оцінить загрозу, які вони становлять життю на Землі. Він знайде близько десятка тисяч примітивних об'єктів поясу Койпера, який містить доісторичний запис формування Сонячної системи. Він також сприятиме дослідженню структури Всесвіту спостереженням за тисячами наднових, розташованих поруч та на значному червоному зсуві, та виміром розподілу темної матерії завдяки гравітаційному лінзуванню. Усі дані будуть доступні через Національну віртуальну обсерваторію (…), надаючи доступ астрономам і широкому загалу до дуже глибоких зображень нічного неба, яке постійно змінюється.
Ранню розробку фінансували за рахунок декількох невеликих грантів; основними благодійниками були Чарльз Симоні і Білл Гейтс, які в січні 2008 року внесли відповідно 20 і 10 млн дол. Міністерство енергетики США фінансувало будівництво цифрової камери телескопа, яку розробляла «SLAC National Accelerator Laboratory», як частину своєї місії вивчення темної матерії.
У десятирічному огляді 2010 року ВСОТ зазначили як наземний інструмент найвищого пріоритету.
Бюджетний запит президента США 2013 року передбачав на будівництво телескопа 7,5 млн дол. через Національний науковий фонд.
Національний науковий фонд фінансував решту будівництва, яке було схвалено 1 серпня 2014 р.
9-річний графік передбачав сукупні витрати у розмірі 473 млн $..  
Основні організації, задіяні в проєкті:
- SLAC National Accelerator Laboratory — проєктує й будує камеру телескопа;
- Національна обсерваторія оптичної астрономії надасть телескоп та команду на місці;
- Національний центр суперкомп'ютерних технологій збудує та протестує центр архівації та доступу до даних;
- Асоціація університетів для астрономічних досліджень (AURA) наглядає за будівництвом.

Станом на листопад 2016 року критичним шляхом проєкту було будівництво камери, інтеграція й тестування.
У травні 2018 року Конгрес США несподівано надав для телескопу значно більше фінансування, ніж було запитано: план-графік передбачав 49 млн $ на 2019 рік і ще 92 млн $ протягом наступних трьох років, а виділено було одразу 123 млн $, у надії, що це прискорить будівництво та запуск. Команда телескопа була вдячна, однак висловила здивування, оскільки на поточній завершальній стадії будівництва у них не було нестачі коштів..
У червні 2019 року сенатори Едді Берніс Джонсон і Дженніфер Гонсалес-Колон запропонували назвати обсерваторію на честь Вери Рубін, щоб вшанувати її доробок у дослідженні природи темної матерії шляхом картографування та каталогізації галактик у просторі та часі. Закон набув чинності 20 грудня 2019 року. Про перейменування було оголошено на зимовій зустрічі Американського астрономічного товариства 2020 року.
Огляд неба, який має виконувати телескоп, отримав назву «Legacy Survey of Space and Time», абревіатура якої (LSST) збігається з абревіатурою попередньої назви телескопу (Large Synoptic Survey Telescope) На сайті опублікували настанову з іменування, яка передбачає, що в публікаціях про інструменти чи наукові проєкти перша згадка в тексті має починатися зі слів «обсерваторія Вери Рубін» (англ. Vera C. Rubin Observatory), причому навіть вживання абревіатур (VRO, RO) оголосили небажаним
23 червня 2025 року Обсерваторія імені Вери Рубін в Чилі опублікувала перші світлові зображення з нового 8,4-метрового (28 футів) телескопа.

## Характеристики
Конструкція ВСОТ є унікальною серед великих телескопів (із головним дзеркалом 8-метрового розміру) тому, що він має дуже широке поле зору: 3,5° у діаметрі, або 9,6 квадратних градусів. Для порівняння, і Сонце і Місяць з Землі мають видимий діаметр 0,5°, або площу 0,2 квадратних градуси. У поєднанні з великою апертурою (а, отже здатністю до збирання світла), це дасть телескопу надзвичайно високий оптичний фактор у 319 м2∙градус2. Це більш ніж утричі перевищує оптичний фактор найкращих з діючих телескопів Субару з його Hyper Suprime Camera, та Pan-STARRS, і більш ніж на порядок краще за більшість великих телескопів.

### Оптика

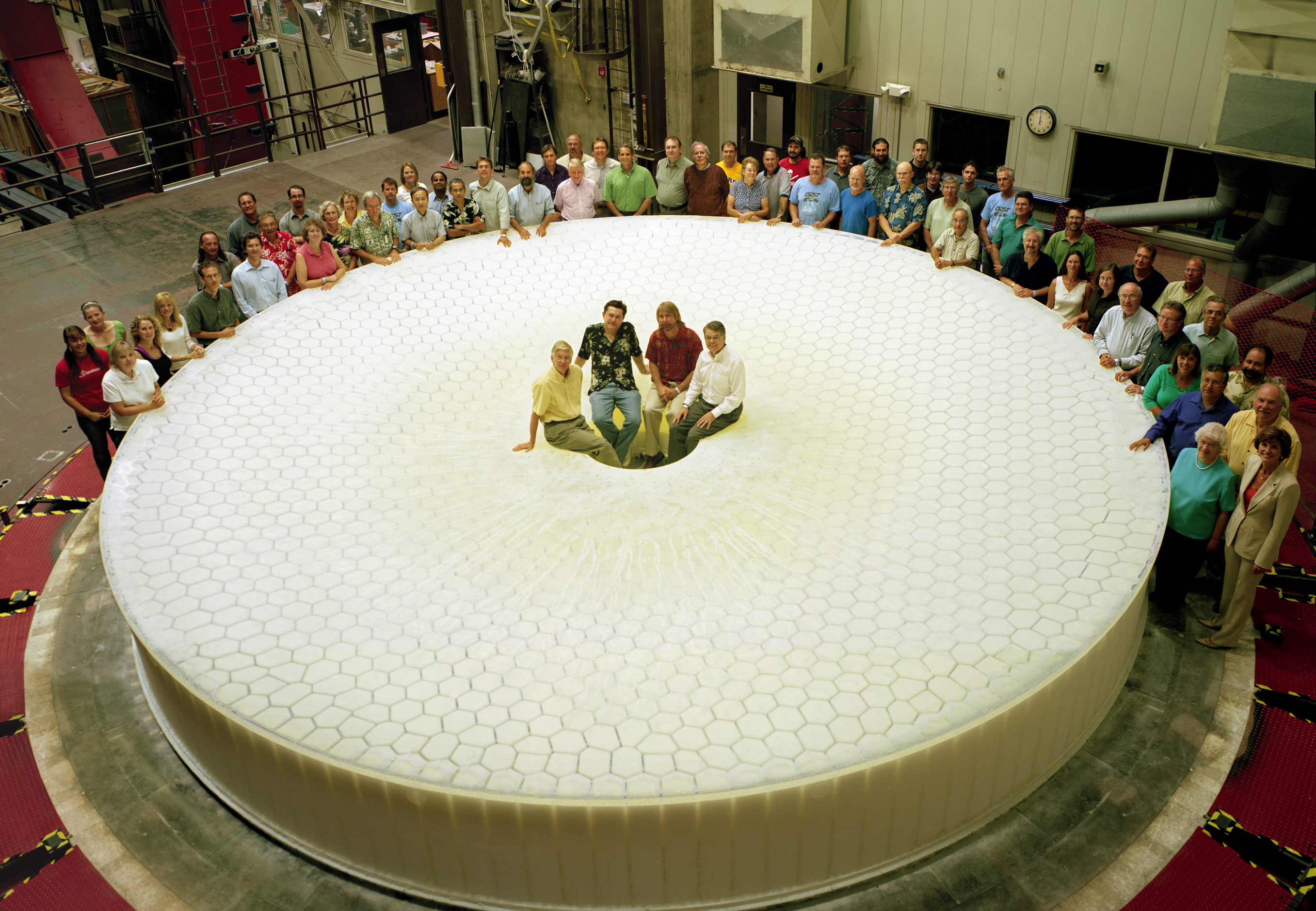
Успішна виплавка першого/третього дзеркала ВСОТ, серпень 2008 р.

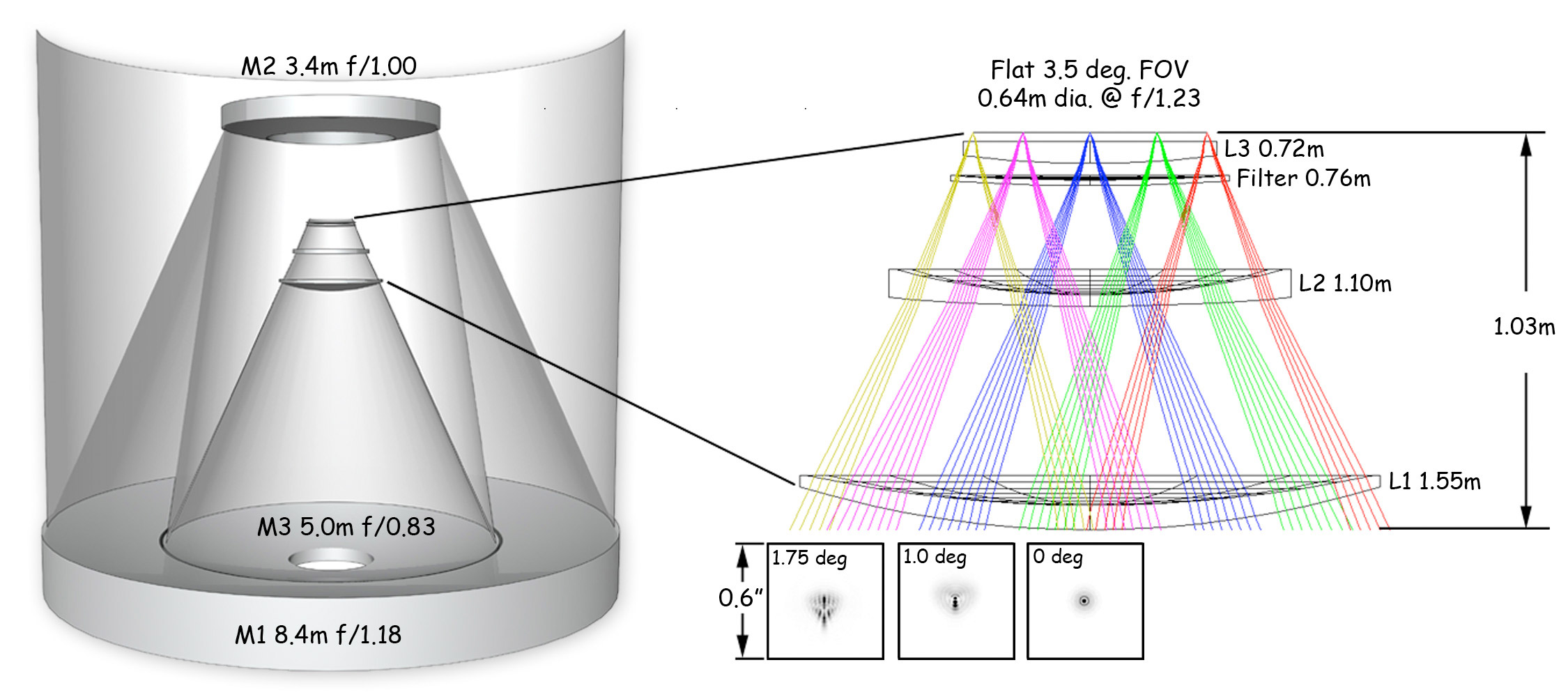
Оптика телескопа ВСОТ.

У перших рефлекторах (таких як телескоп системи Ньютона) застосовувались сферичні дзеркала, які легко виробляти та тестувати, але які страждають від сферичної аберації. Для зменшення сферичної аберації до прийнятного рівня потрібна була дуже велика фокусна відстань. Параболічні дзеркала зменшили сферичну аберацію поблизу оптичної осі, але тоді поле зору стало обмежуватися ексцентричною комою. Оптична система Кассегрена була найпоширенішою до телескопа Гейла 1949 р. Після того телескопи використовували переважно схему Річі — Кретьєна, у якій застосовано два гіперболічні дзеркала для усунення і сферичної аберації, і коми, що давало ширше корисне поле зору, однак , залишався астигматизм. Більшість великих телескопів між телескопом Хейла та ВСОТ мали схему Річі—Кретьєна, зокрема, телескопи Габбл і Кека. ВСОТ є наступним кроком: це тридзеркальний анастигмат, тобто він має три вигнуті дзеркала, що дозволить уникнути також астигматизму та отримати чітке зображення у широкому полі зору.
Головне дзеркало ВСОТ (M1) має 8,4 метри у діаметрі, вторинне дзеркало (M2) — 3,4 метри, а третинне (M3), розташоване у великому отворі першого дзеркала, 5 метрів у діаметрі. Імовірно, вторинне дзеркало буде найбільшим опуклим дзеркалом діючого телескопа до часів, коли його перевершить вторинне дзеркало Надзвичайно великого телескопа діаметром 4,2 метра (близько 2024 року). Великий отвір посередині зменшує площу збирання світла першого дзеркала до 35 м², що є еквівалентом площі кола діаметром 6,68 м. Множення площі на поле зору дає оптичний фактор 336 м2∙градус2; фактичне значення зменшується віньєтуванням.)
Перше та третє дзеркало (M1 та M3) спроєктовані як єдине скло, «моноліт M1M3». Розташування двох дзеркал разом мінімізує загальну довжину телескопа, що дозволяє його швидшу переорієнтацію. Два дзеркала з одного скла утворюють жорсткішу структуру, ніж два окремих дзеркала, що сприяє швидшій стабілізації після руху.
Оптика включає три коректорні лінзи для зменшення аберацій. Ці лінзи та фільтри телескопа вбудовані у збірку камери. Перша лінза має 1,55 метри у діаметрі та є найбільшою серед створених, а третя лінза формує вакуумне вікно перед фокусною площиною.

### Камера

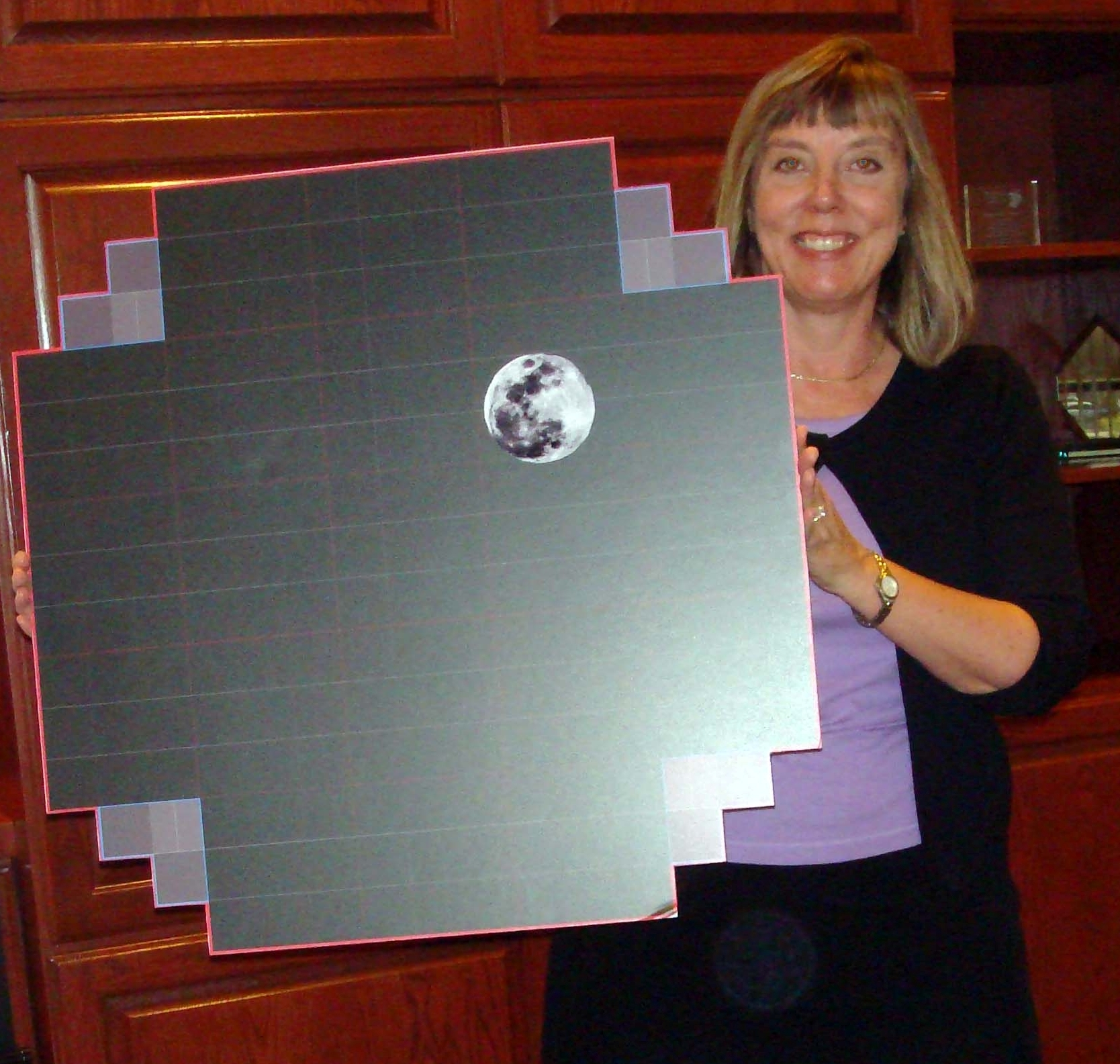
Модель фокусної площини ВСОТ у натуральну величину. Діаметр сітки становить 64 см. Ця мозаїка дає можливість отримувати зображення понад 3 гігапікселі кожне. Зображення Місяця (30 кутових хвилин) наведено для демонстрації масштабу поля зору.

3,2-гігапіксельна першофокусна цифрова камера буде робити 15-секундну експозицію кожні 20 секунд. Зміна положення такого великого телескопа (включно з часом на заспокоєння) за 5 секунд вимагає надзвичайно короткої та жорсткої структури. У свою чергу це вимагає дуже коротке f-число, які потребує дуже точного фокусування камери.
15-секундні експозиції є компромісом, які дозволяють фіксувати і тьмяні, і рухливі джерела світла. Довші експозиції зменшили б відсоток неефективного часу на перенацілення і дозволили б глибші знімки, але швидкісні об'єкти, такі як навколоземні об'єкти сильно змінили б положення протягом такої експозиції. Кожну ділянку неба знімають двічі двома послідовними 15-секундними експозиціями, щоб можна було відкинути сліди космічних променів на CCD.
Фокальна поверхня камери є пласкою та має діаметр 64 см. Основне створення зображень здійснюється мозаїкою зі 189 CCD-детекторів, кожен — 16 мегапікселів. Вони згруповані у решітку 5×5 «плотів», у якій центральні 21 плоти містять 3×3 сенсори зображень, а чотири кутові плоти містять лише три CCD кожен, призначені для керування та контролю фокусу. CCD дають семплінг кращий за 0,2 кутової секунди і будуть охолоджуватись до бл. −100 °C для зменшення шумів.
Камера містить фільтр, розташований між другою та третьою лінзами, та автоматичний механізм заміни фільтрів. Хоча для камери передбачено шість фільтрів (UGRIZY), які охоплюють хвилі довжиною від 330 до 1080 нм, однак розташування камери перед дзеркалом обмежує розміри її змінника фільтрів — одночасно він може утримувати лише 5 із них, а тому кожної ночі обирається, який фільтр (із шести) не встановлюватиметься.

### Обробка даних зображень

Скан гравюри Фламмаріона, зроблений за допомогою LSST у вересні 2020 року

З урахуванням часу на обслуговування, погану погоду та інші непередбачувані випадки, очікується, що щороку камера буде робити понад 200 000 знімків (1,28 петабайт до стиснення), тобто значно більше, ніж може бути переглянуто людьми. Управління та ефективна обробка величезного масиву результатів роботи телескопа вважається найскладнішою частиною проєкту. За оцінкою 2010 року, початкові вимоги до комп'ютерів оцінювались у 100 терафлопів обчислювальної потужності та 15 петабайт зберігання, зі збільшенням у мірі накопичення даних проєкту. Але за оцінками 2018 року, вимоги зросли до 250 терафлопів обчислювальної потужності та 100 петабайтів зберігання.

Передбачається, що після отримання телескопом знімків, вони будуть оброблятись відповідно до трьох різних часових проміжків, негайно (протягом 60 секунд), щоденно і щорічно.
Результатом негайної обробки будуть повідомлення, які приходитимуть протягом 60 секунд після спостереження, про об'єкти, які змінили яскравість або місце у порівнянні з архівними зображеннями цієї ділянки неба. Передача, обробка та порівняння таких великих зображень за 60 секунд. Очікується, що щоночі буде до 10 мільйонів повідомлень, кожне з яких включатиме:22:
- Ідентифікатор повідомлення та бази даних: вони будуть унікально маркувати кожне повідомлення.
- Фотометричну, астрометричну характеристику та опис форми зафіксованого джерела.
- 30×30-піксельні (у середньому) фрагменти з шаблонного та відмінних зображень (у форматі FITS).
- Часову серію (до одного року) попередніх фіксацій цього джерела.
- Різні узагальнені статистики («особливості»), розраховані для часових серій.

Не буде існувати періоду права власності на повідомлення — вони будуть негайно доступні загалу, оскільки метою є швидко передати майже все, що ВСОТ знає про будь-яку певну подію, що дозволить подальшу класифікацію і прийняття рішень. Коли ВСОТ працюватиме, він буде генерувати небачену кількість повідомлень — сотні за секунду. Більшість спостерігачів будуть зацікавлені лише у невеликій кількості з цих подій, тому повідомлення будуть пропускати через «брокерів подій», які будуть пересилати певні набори подій лише тим, хто на них підписався. ВСОТ забезпечить простого брокера:48 та повний потік подій до зовнішніх брокерів. Zwicky Transient Facility слугуватиме прототипом повідомлень ВСОТ, генеруючи «лише» 1 млн подій за ніч.
Щоденні результати, які оприлюднюватимуться протягом 24 годин після спостереження, включатимуть зображення тієї ночі та вихідні каталоги, отримані від зображень з різницями. Це включає орбітальні параметри для об'єктів Сонячної системи. Зображення будуть доступні у двох форматах: необроблені знімки камери (Raw Snaps) та оброблені «знімки одного візиту» (Single Visit Images), які будуть включати видалення впливу інструменту (ISR), оцінку фону, визначення джерела, виділення експозицій та виміри, оцінку функції розсіювання точки та астрометричне і фотометричне калібрування.
Щорічні результати передбачається оприлюднювати раз на рік, після повторної обробки всього наукового обсягу даних до відповідної дати. Такі звіти включатимуть:
- калібровані зображення;
- вимір позицій, невизначеностей та форм;
- інформацію про змінність;
- компактний опис кривих світності;
- однорідна повторна обробка продуктів обробки «негайних» даних, заснованих на відмінностях у знімках;
- каталог бл. 6 млн об'єктів Сонячної системи з їх орбітами;
- каталог бл. 37 млрд небесних об'єктів (20 млрд галактик та 17 млрд зір), кожен з більше 200 характеристиками[52]

Щорічні результати будуть частково розраховуватись NCSA (США), а частково IN2P3 (Франція).
ВСОТ резервує 10 % своєї потужності обробки та дискового простору для продуктів даних, створених користувачами. Такі продукти будуть створюватись запуском індивідуальних алгоритмів пакету даних ВСОТ для спеціальних цілей, з використанням прикладних програмних інтерфейсів для доступу до даних та зберігання результатів. Це дозволяє уникнути потреби у вивантаженні, а потім у завантаженні назад величезних обсягів даних, оскільки дозволяє користувачам прямо використовувати пам'ять та потужності обробки ВСОТ. Водночас це дозволить окремим групам науковців мати інші політики публікації, ніж ВСОТ у цілому.
Рання версія ПЗ ВСОТ для обробки зображень застосовується інструментом «Hyper Suprime-Cam» телескопа Субару, інструментом широкоформатного огляду з чутливістю, схожою на ВСОТ, але лише з 1/5 поля зору: 1,8 квадратних градусів у порівнянні з 9,6 квадратними градусами ВСОТ.

## Наукові цілі

Порівняння первинних дзеркал декількох оптичних телескопів. (ВСОТ, з його дуже великим центральним отвором, розташований поблизу центру діаграми).

У своєму основному огляді ВСОТ має охопити близько 18 000 градусів2 південного неба з шістьма фільтрами, оглянувши кожну ділянку неба близько 825 разів. Обмеження зоряної величини очікуються на рівні r<24,5 для окремого знімку та r<27,8 для повного набору даних.
Основний огляд використає до 90 % доступного часу спостереження. Залишкові 10 % будуть використані для отримання кращих спостережень окремих ділянок та об'єктів. Це включає дуже глибокі (r ∼ 26) спостереження, дуже короткі часи повторного обстеження (близько однієї хвилини), спостереження «особливих» ділянок, таких як Екліптика, Галактична площина і обидві Магелланові Хмари, а також ділянок, охоплені багатохвильовими оглядами, наприклад такими як «COSMOS» і «Chandra Deep Field South». У поєднанні, ці особливі програми збільшать загальну площу охоплення до близько 25 000 градусів2.
Окремі наукові цілі ВСОТ включають:
- вивчення темної енергії і темної матерії шляхом виміру слабкого гравітаційного лінзування, баріонних акустичних осциляцій, і фотометрії наднових типу Ia, все як функція червоного зсуву[45];
- каталогізація малих тіл Сонячної системи, зокрема навколоземних астероїдів і об'єктів Пояса Койпера. Очікується, що ВСОТ збільшить кількість каталогізованих об'єктів у десять—сто разів[64];
- виявлення швидкоплинних оптичних подій, таких як спалахи нових і наднових, гамма-спалахи, змінність квазарів і гравітаційне лінзування, та повідомлення підписників про настання таких подій.
- каталогізація Чумацького Шляху.

Також існує сподівання, що величезний обсяг отриманих даних призведе до додаткових серендипних відкриттів.
Конгрес США доручив NASA виявити та каталогізувати 90 % навколоземних об'єктів розміром більше 140 метрів. Вважається, що ВСОТ сам по собі виявить 62 % таких об'єктів, і на думку Національної академії наук США, продовження його огляду з 10 до 12 років буде найбільш ефективним за витратами шляхом до виконання такого завдання.
ВСОТ має програму «Освіта та зв'язки з громадськістю» (Education and Public Outreach, EPO), яка спрямована переважно на чотири категорії користувачів: загал, офіційні освітяни, науковці-аматори та розробники контенту в неформальних науково-освітніх закладах. ВСОТ виступить партнером Zooniverse у низці їх проєктів науковців-аматорів.
Частину даних ВСОТ (до 15 терабайт за ніч) публікуватиме Google як поточну інтерактивну карту нічного неба.
LSST ознаменує епоху, де програмне забезпечення буде таким важливим для астрономії, як і телескоп (такі інструменти [Архівовано 5 квітня 2021 у Wayback Machine.] часто називають «брокери подій» (або «маршали»), бо вони виступають в ролі суб'єкта між виробниками даних та споживачами:
- Zwicky Transient Facility
- Antares,
- Mars[72]
- Fink[73]
- Lasair[74]
- Skyportal[75]
- Alerce[76]
- Ampel[77].

Раніше до систем розповсюдження інформації належали Центральне бюро астрономічних телеграм, Загальна координатна мережа, служба The Astronomer's Telegram,  Astrophysical Multimessenger Observatory Network (AMON). Зважаючи на величезні інформаційні потоки, які забезпечить LSST, науковці скоро не зможуть прямо переглядати навіть характерну частину отриманих даних. Натомість, вони все більше будуть розраховувати на майстерне використання алгоритмів для вивчення взаємозв'язків всередині набору даних. Краще розуміння отримають ті, хто маючи усі ці цифри зуміє поставити найкращі запитання
Аналіз даних змінюється, бо зростає їх обсяг. Традиційний аналіз даних — це більше про пристосування фізичної моделі до спостережуваних даних. Раніше таких обсягів даних не було. Ми намагалися зрозуміти певне явище, аналізуючи малу кількість даних. Тепер цього вже недостатньо. Замість того, щоб запитати «розкажіть мені про мою модель», ви запитуєте «скажіть мені, що ви знаєте». Дані стають моделлю, а це означає, що ситуація змінилася.
— зауважив Кірк Борне (Kirk Borne), астрофізик та фахівець з обробки даних із Booz Allen Hamilton (велика американська консалтингова фірма) і основний учасник ISSC (The Informatics and Statistics Science Collaboration). Ця група, на відміну від інших семи команд, не зосереджується на конкретній темі астрономії, а зосереджує увагу на нові методи:
- для обробки великих обчислювальних навантажень;
- для оптимізації представлень даних;
- та для гідування телескопа під час астрономічних спостережень;

Об'єднавши дані із WFIRST та LSST, вчені зможуть переглядати Всесвіт в дев'яти різних довжинах хвиль, дані, які забезпечать найбільш детальний ширококутний вигляд Всесвіту.

## Порівняння з іншими оглядами неба

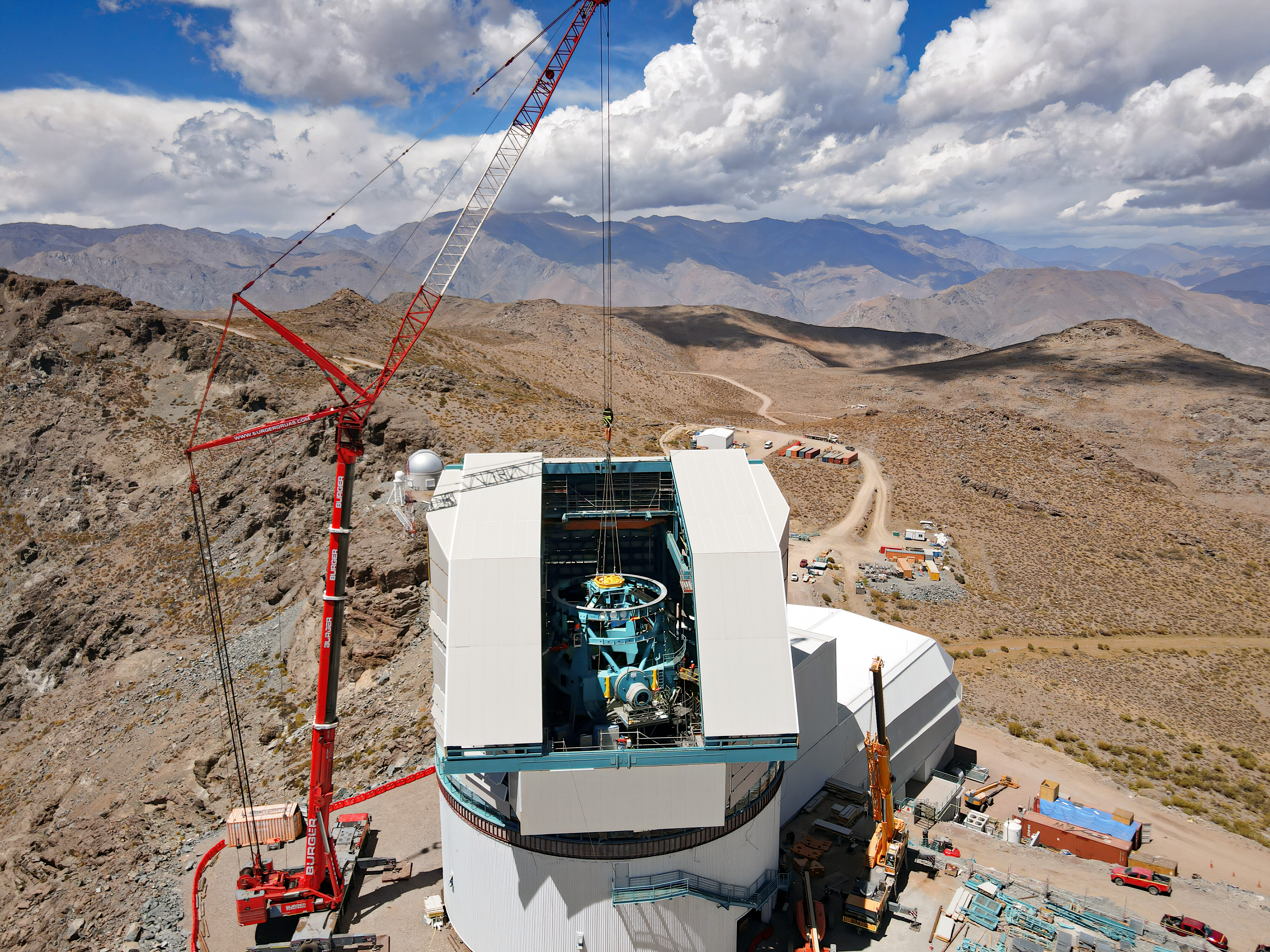
500-тонний кран встановлює верхню частину телескопа

Астрономами проводиться досить багато оптичних оглядів неба. Нижче дається порівняння деяких з них з обсерваторією Вери Рубін:
- Фотографічні огляди неба, такі як Паломарський атлас та його цифрова версія, Оцифрований огляд неба (англ. Digitized Sky Survey). Ця технологія застаріла, має набагато меншу глибину та в цілому зроблена з місць зі значно гіршими умовами для спостережень. Однак ці архіви продовжують використовувати, оскільки вони покривають усе небо та охоплюють великий проміжок часу, у деяких випадках — понад 100 років. Сканування пластин досягло межі R~18 і B~19,5 на 90 % неба[81].
- Слоанівський цифровий огляд неба (2000—2009) оглянув 14 555 квадратних градусів північної півкулі неба телескопом діаметром 2,5 м. Зараз він продовжується як спектрографічний огляд. Його гранична фотометрична зоряна величина залежно від фільтра становила від 20,5 до 22,2[82].
- Огляд темної матерії (з 2013) оглянув 5 000 квадратних градусів південної півкулі телескопом діаметром 4 м. Ця площа повністю входить у площу, яку передбачає оглядати обсерваторія Вери Рубін. Огляд темної матерії не оглядав Чумацький Шлях, оскільки його основною задачею є далекі галактики[83].
- Огляд Pan-STARRS (з 2010) використовує два широкопольні 1,8-метрові телескопи, розташовані на Галеакала на Гаваях. До запуску обсерваторії Вери Рубін він залишиться найкращим детектором навколоземних об'єктів. Його площа огляду, 30 000 квадратних градусів, порівняна з очікуваною площею обсерваторії Вери Рубін. Глибина сягає зоряної величини 20,9-22,0 залежно від фільтра[84].
- Gaia (з 2014) — це космічний огляд усього неба, головною метою якого є надзвичайно точна астрометрія приблизно двох мільярдів зір, квазарів, галактик і об’єктів сонячної системи. Його площа збору світла становить лише 0,7 м2, що обмежує яскравість спостережуваних об'єктів 21 зоряною величиною.
- Zwicky Transient Facility (з 2018) — це подібне дослідження широкого поля для виявлення швидкоплинних подій. Телескоп має навіть більше поле зору (47 квадратних градусів - у 5 разів більше, ніж обсерваторія Вери Рубін), але значно меншу апертуру (діаметр 1,22 м - в 30 разів менша збиральна площа). Він застосовується для розробки та тестування програмного забезпечення автоматичного оповіщення, яке буде застосовано в обсерваторії Вери Рубін. Його чутливість досягає 20-21 зоряної величини.
- Телескоп космічного спостереження (з 2011) — це подібний швидкодіючий телескоп із широким полем огляду, який використовується в основному для військових цілей, із другорядними цивільними застосуваннями, включаючи виявлення та каталогізацію космічного сміття та ОСЗ.
- DESI Legacy Imaging Surveys (з 2013) досліджує 14 000 квадратних градусів північного та південного неба за допомогою 2,3-метрового телескопа Бока, 4-метрового телескопа Мейолла і 4-метрового телескопа Віктора Бланко. Він спеціалізується на далеких галактиках і тому уникає Чумацького Шляху[85]. Площа огляду (5000 квадратних градусів) повністю міститься в передбачуваній зоні дослідження обсерваторії Вери Рубін на південному небі[86]. Він бачить об'єкти до 23-24 величини.

## Будівництво

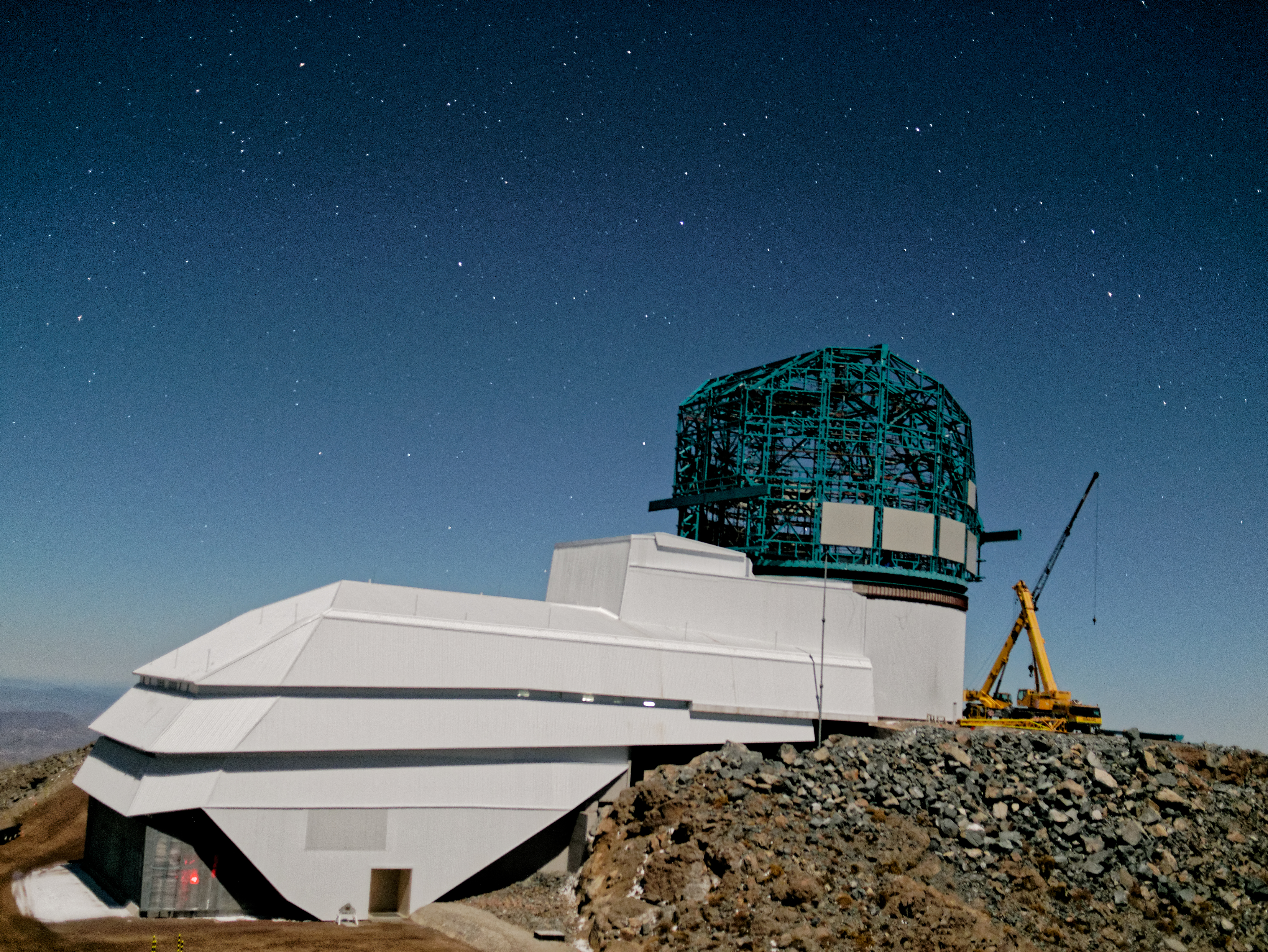
Хід будівництва обсерваторії станом на вересень 2019 року

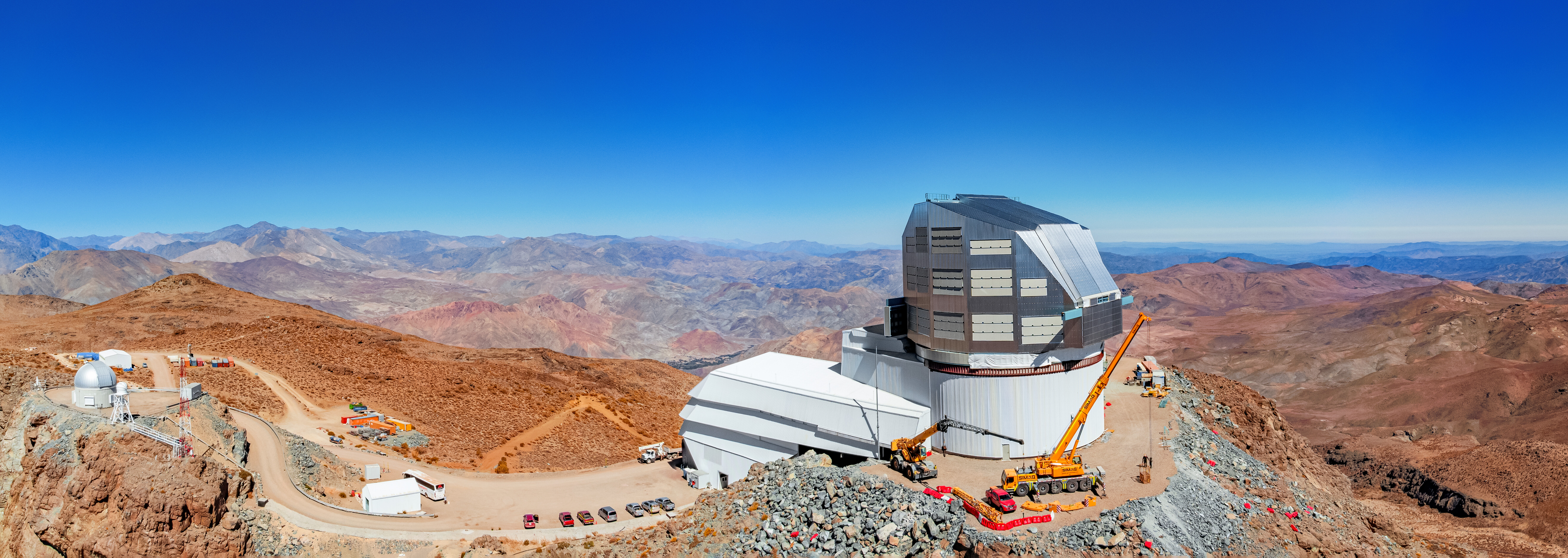
Хід будівництва станом на 2022 рік

Ділянка Серро Пачон була обрана 2006 року. Головними чинниками вибору стали кількість ясних ночей протягом року, сезонні погодні умови та якість зображень, які можна отримати через місцеву атмосферу. До ділянки також висувалася вимога наявності інфраструктури обсерваторії (для мінімізації вартості будівництва) та доступ до оптоволоконних кабелів, щоб забезпечити можливість передача 30 терабайт даних, які телескоп генеруватиме щоночі.
Станом на 2017 рік проєкт залишався в межах погодженого бюджету.
Станом на лютий 2018 року була готова споруда для телескопа на вершині, протягом року очікувалося встановлення основного обладнання, включно з опаленням, вентиляцією та кондиціюванням повітря, куполом, камерою для нанесення покриття на дзеркало, та вузлом кріплення телескопа. Також у 2018 році очікувалося розширення основної лабораторії AURA у Ла-Серені та гуртожитку на вершині, який використовується спільно з іншими телескопами на горі.
Виготовлення камери і телескопу майже вкладалися у визначені строки; основним ризиком вважалася недостатність часу, виділеного для інтеграції систем.
У березні 2020 року робота над приміщенням на вершині та головною камерою SLAC була призупинена через пандемію COVID-19, хоча розробка програмного забезпечення тривала. За цей час спрощена версія камери ComCam, призначена для попереднього налаштування телескопа, прибула на базу і пройшла там тестування. Її перенесли на вершину та встановили у серпні 2022 року.

### Дзеркала
Головне дзеркало, найбільш критична та трудомістка частина будівництва телескопа, створювалось протягом семи років лабораторією Mirror Lab обсерваторії Стюарда Університету Аризони. Створення форми розпочалось у листопаді 2007, виплавка дзеркала — у березні 2008 року, і на початку вересня 2008 року заготовку дзеркала оголосили «ідеальною». У січні 2011 року було завершено створення і тонка обробка обох частин — M1 та M3, і розпочалось полірування M3.
Дзеркало було завершено у грудні 2014 року. Частина M3 особливо постраждала від маленьких бульбашок повітря, які були захоплені речовиною дзеркала при виплавці, — коли вони «виринали» на поверхню, вони створювали на ній дефекти «мімічних зморшок» на поверхні. Бульбашки чіпляли полірувальний абразив, що створювало подряпини у декілька міліметрів довжиною, які розходились на всі боки від бульбашки. Без виправлення, це збільшило б функцію розсіювання точки телескопа, зменшивши його чутливість на 3 % (до 97 % номінальної) і збільшило б частину неба, приховану яскравими зорями, з 4 % до 4,8 % площі огляду. Станом на січень 2015, проєкт досліджував, як можна заповнити дірки від бульбашок та подряпини, і дійшов висновку, що подальше полірування недоцільне, оскільки поверхні дзеркал перевершили функціональні вимоги споруди.
Дзеркало було формально прийнято комісією 13 лютого 2015 року, після чого його помістили у транспортувальний бокс та поставили на зберігання в авіаційному ангарі до моменту відправки до Чилі. У жовтні 2018 року його повернули до дзеркальної лабораторії та з'єнали з опорою дзеркала. Воно пройшло додаткові випробування в січні/лютому 2019 року, а потім його повернули у ящик для транспортування. У березні 2019 року його відправили вантажівкою до Г'юстона і помістили на корабель для доставки в Чилі. У травні дзеркало доставили на вершину гори, де його мали знову з'єднати з опорою та нанести покриття.
Камеру для нанесення покриття на дзеркала доставили на вершину в листопаді 2018 року.
Вторинне дзеркало було створено компанією Corning зі скла з наднизьким коефіцієнтом розширення та грубо оброблено (до 40 μm) до бажаної форми. У листопаді 2009 року заготовку  відправили до Гарвардського університету на зберігання до часу, коли стало доступне фінансування для її завершення. 21 жовтня 2014 року заготовка другого дзеркала була доставлена до Exelis (яке зараз[коли?] стала дочірньою компанією Harris Corporation) для тонкого шліфування. Завершене дзеркало було доставлено в Чилі 7 грудня 2018 року, а в липні 2019 року на нього нанесли покриття.

### Будівля телескопа

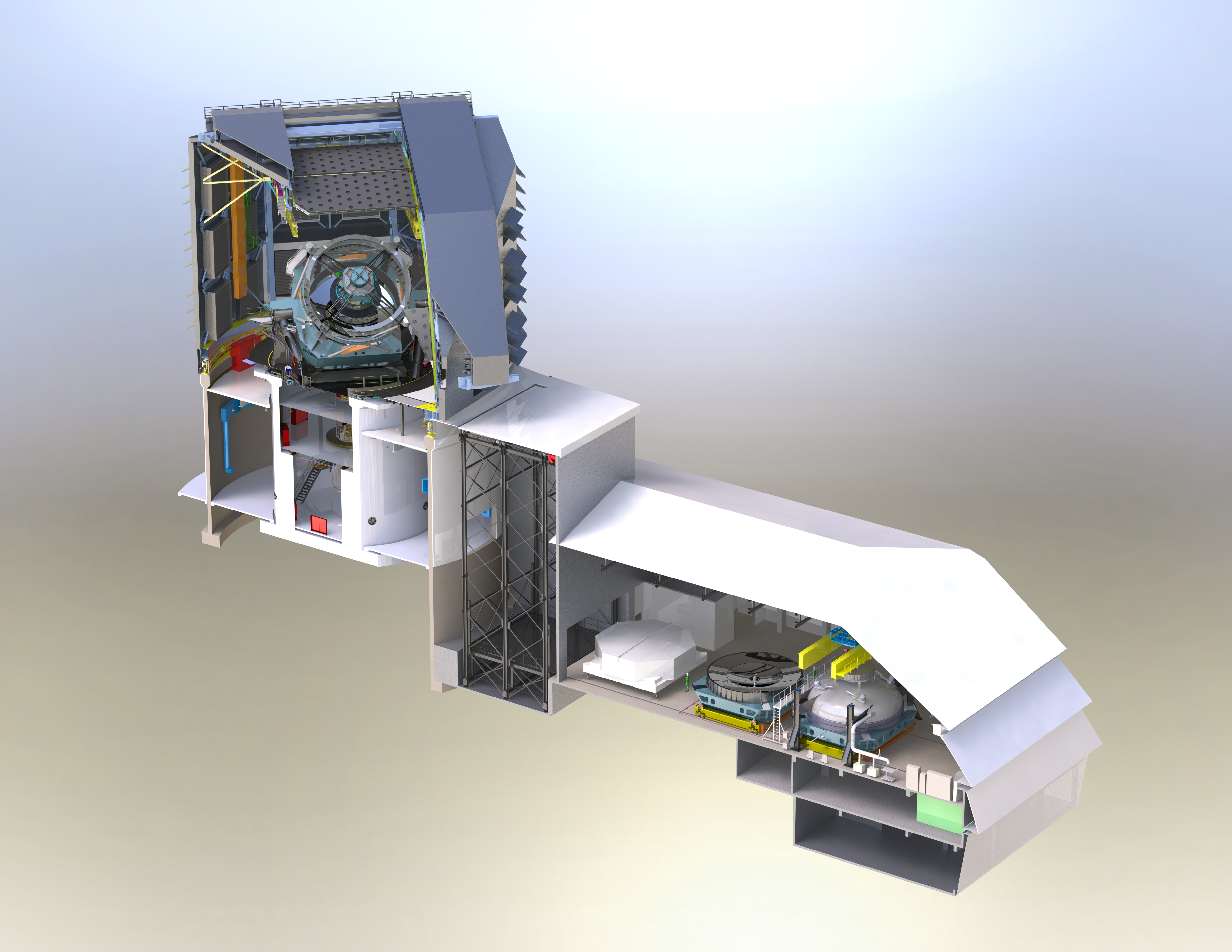
Розріз будівлі, купола та телескопа

Земляні роботи на місці будівництва фактично розпочалися 8 березня 2011 року, і до кінця 2011 року місце було розрівняно.
У 2015 році під опорною будівлею, що прилягає до телескопа, було знайдено велику кількість кам'яних уламків і глини. Це призвело до 6-тижневої затримки будівництва, поки це місце розкопали та залили простір бетоном. Це не вплинуло ні на телескоп, ні на його купол, чиї важливіші фундаменти були перевірені більш ретельно під час планування місця будівництва.
Будівлю було оголошено практично завершеною в березні 2018 року. У листопаді 2019 року купол телескопа (який на той час ще не був завершений) вперше повернувся власним ходом.

### Монтування телескопа

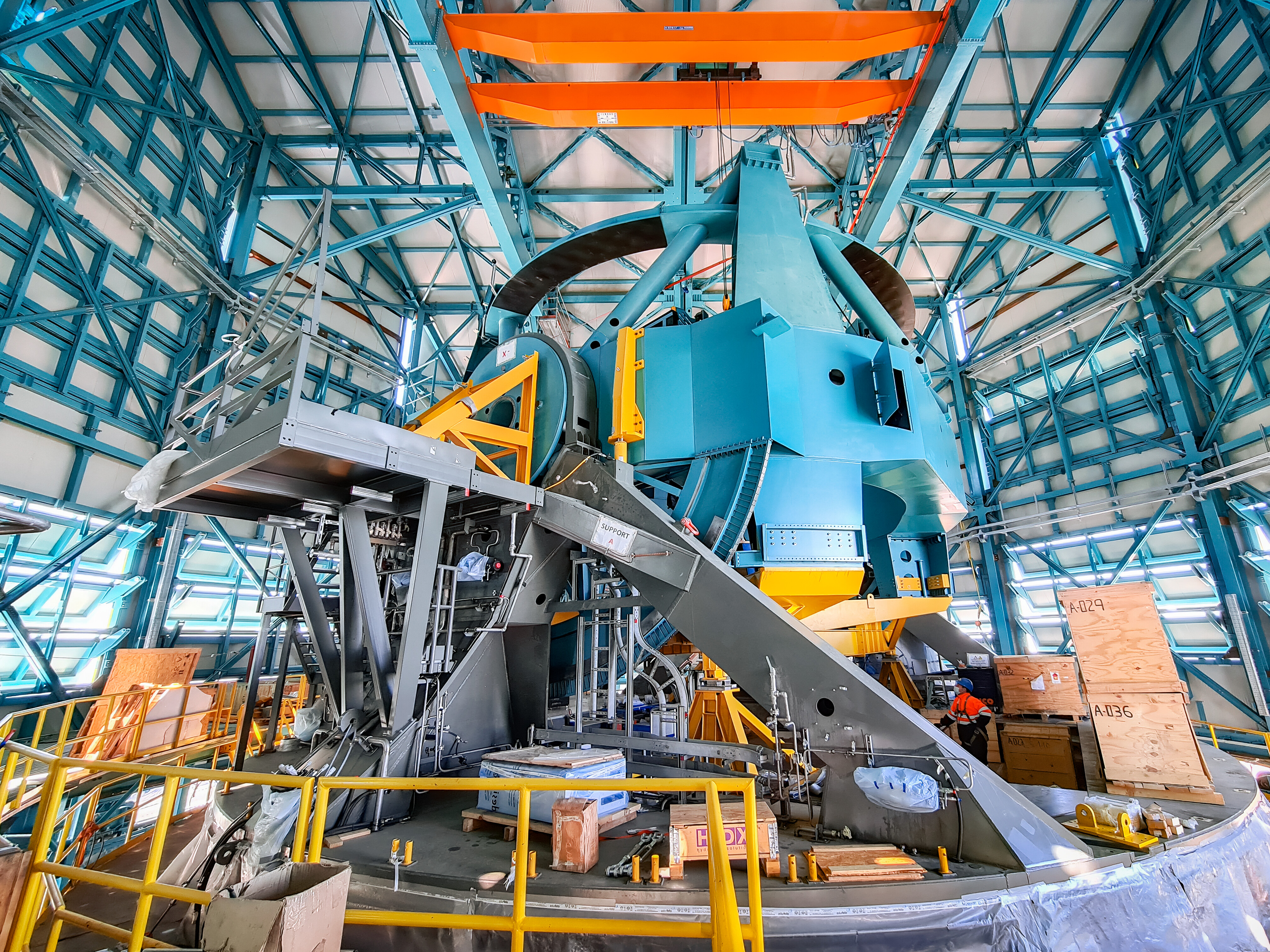
Збірка кріплення телескопа

Монтування телескопа та платформа, на якій він стоїть, є складними інженерними проєктами. Основною технічною проблемою було те, що телескоп має повертатись на 3,5° (до наступного поля огляду) і фіксуватись всього лише за 4 секунди:10. Це потребувало дуже жорсткої платформи та монтування, із дуже швидкісним поворотом та прискоренням (10°/сек і 10°/сек2, відповідно). Основна конструкція є звичайною: сталеве альт-азимутальне монтування, із гідростатичними підшипниками на обох осях, змонтоване на платформі, яка ізольована від фундаменту купола. Однак платформа телескопа є дуже великою (16 м у діаметрі) та міцною (стіни товщиною 1,25 метрів) і монтується безпосередньо на скельну породу, для розкриття якої під час вирівнювання будівельної ділянки не використовувалась вибухівка, щоб не утворились тріщини. Іншими незвичними рисами проєкту є лінійні двигуни на основних осях та занижена підлога монтування. Телескоп перебуває трохи нижче його азимутних підшипників, а тому у нього дуже низький центр мас.
Контракт на монтування телескопа був підписаний у серпні 2014 року. Він пройшов приймальні випробування в 2018 році і прибув на будівельний майданчик у вересні 2019 року. До квітня 2023 року монтування було оголошено «по суті завершеним» і передано обсерваторії Вери Рубін.

### Камера
У серпні 2015 року проєкт створення камери LSST, який окремо фінансується Міністерством енергетики США, пройшов етап «критичне рішення 3», коли комітет формально рекомендував міністерству дозволити початок робіт над камерою. 31 серпня міністерство надало погодження, і почалося будівництво SLAC. Станом на вересень 2017 року будівництво камери було завершено на 72 %. До вересня 2018 року кріостат був готовий, лінзи відшліфовані, і було доставлено 12 із 21 необхідних ПЗЗ-датчиків. Станом на вересень 2020 року вся фокальна площина була готова та проходила тестування. До жовтня 2021 року було готово та доставлено останній із шести фільтрів, необхідних для камери. До листопада 2021 року всю камеру було охолоджено до необхідної робочої температури, і можна було розпочати її остаточне тестування.

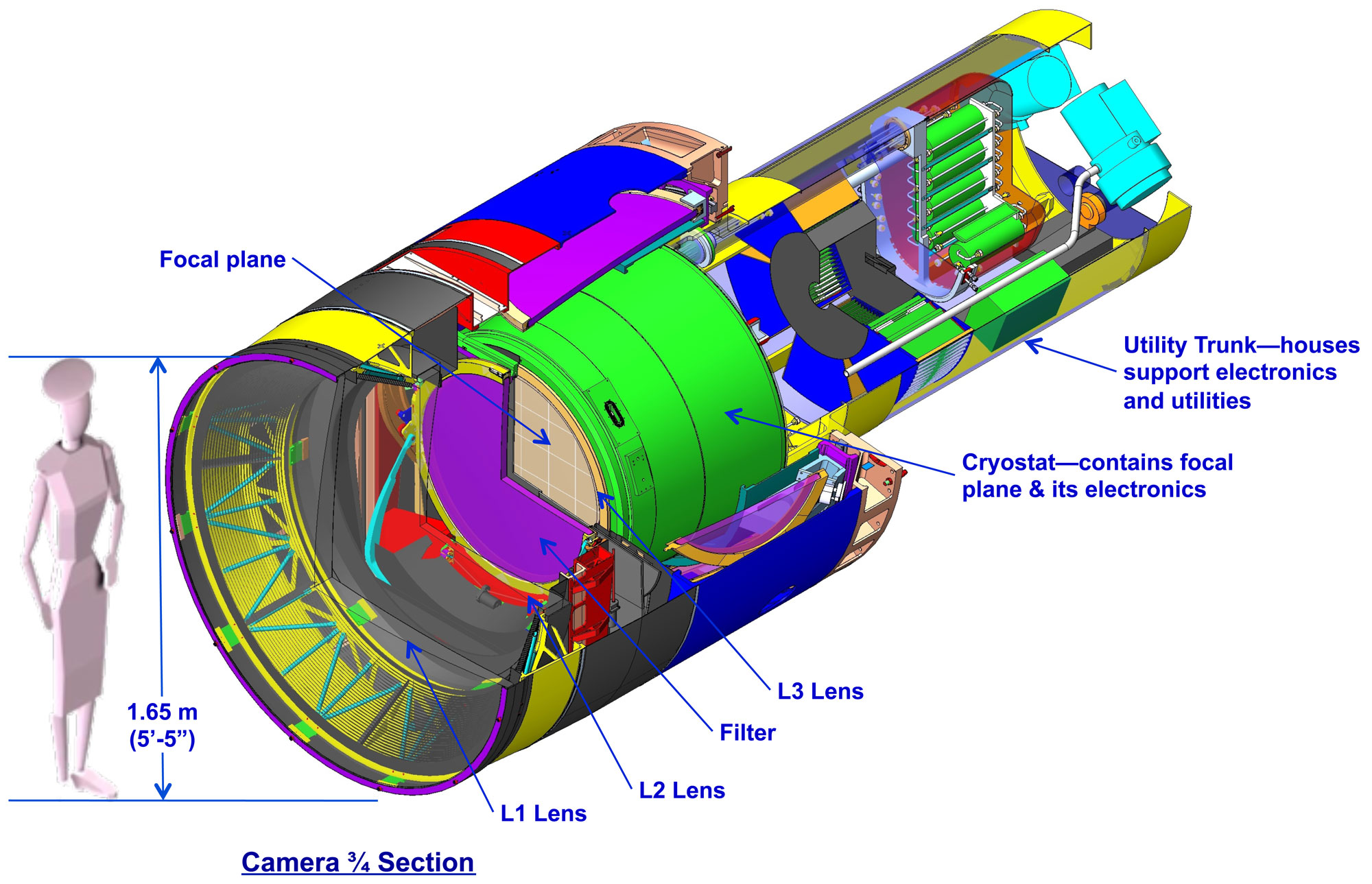
Дизайн камери телескопа.
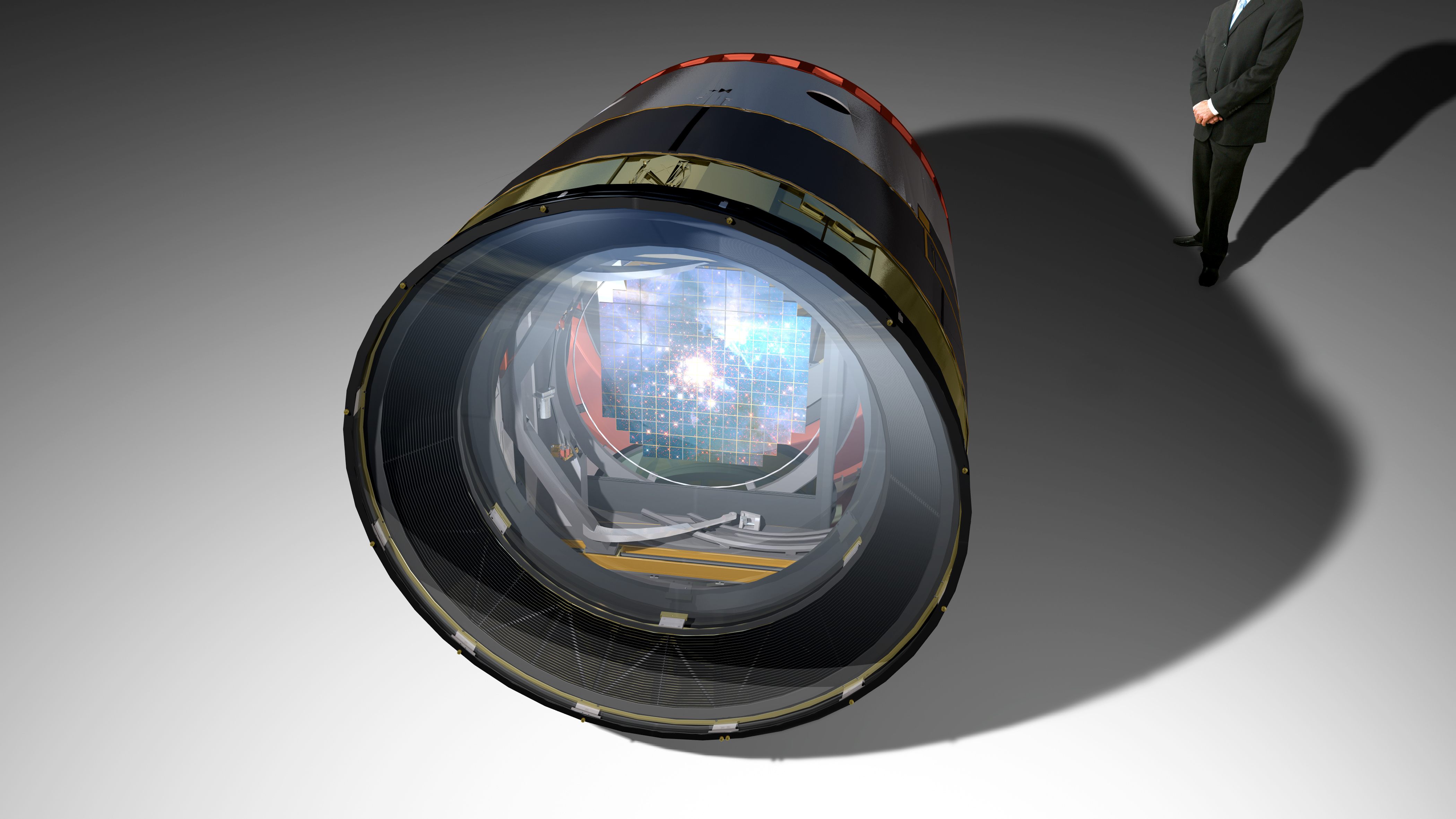
Рендеринг камери.
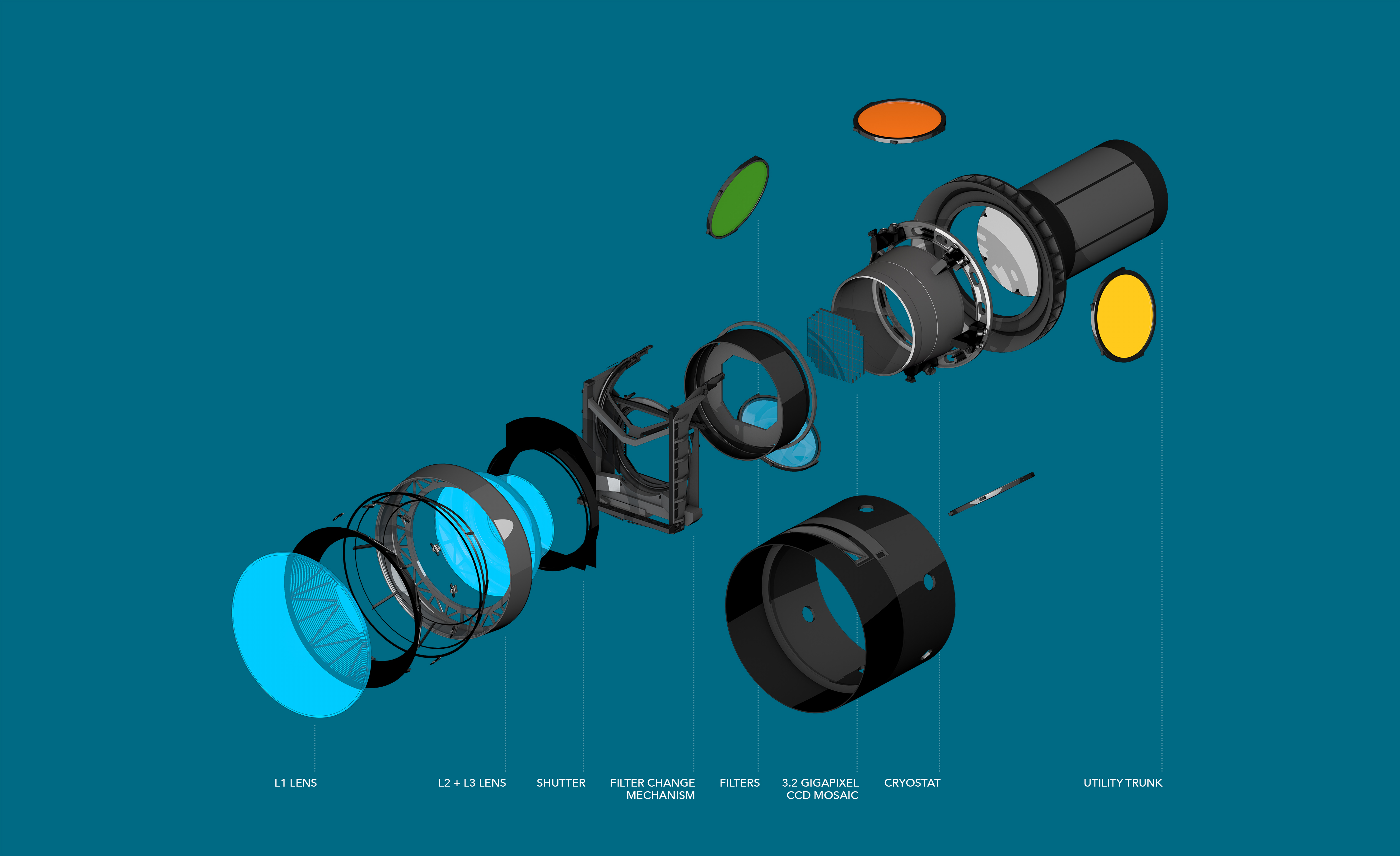
Вид оптичних компонентів камери у розрізі.
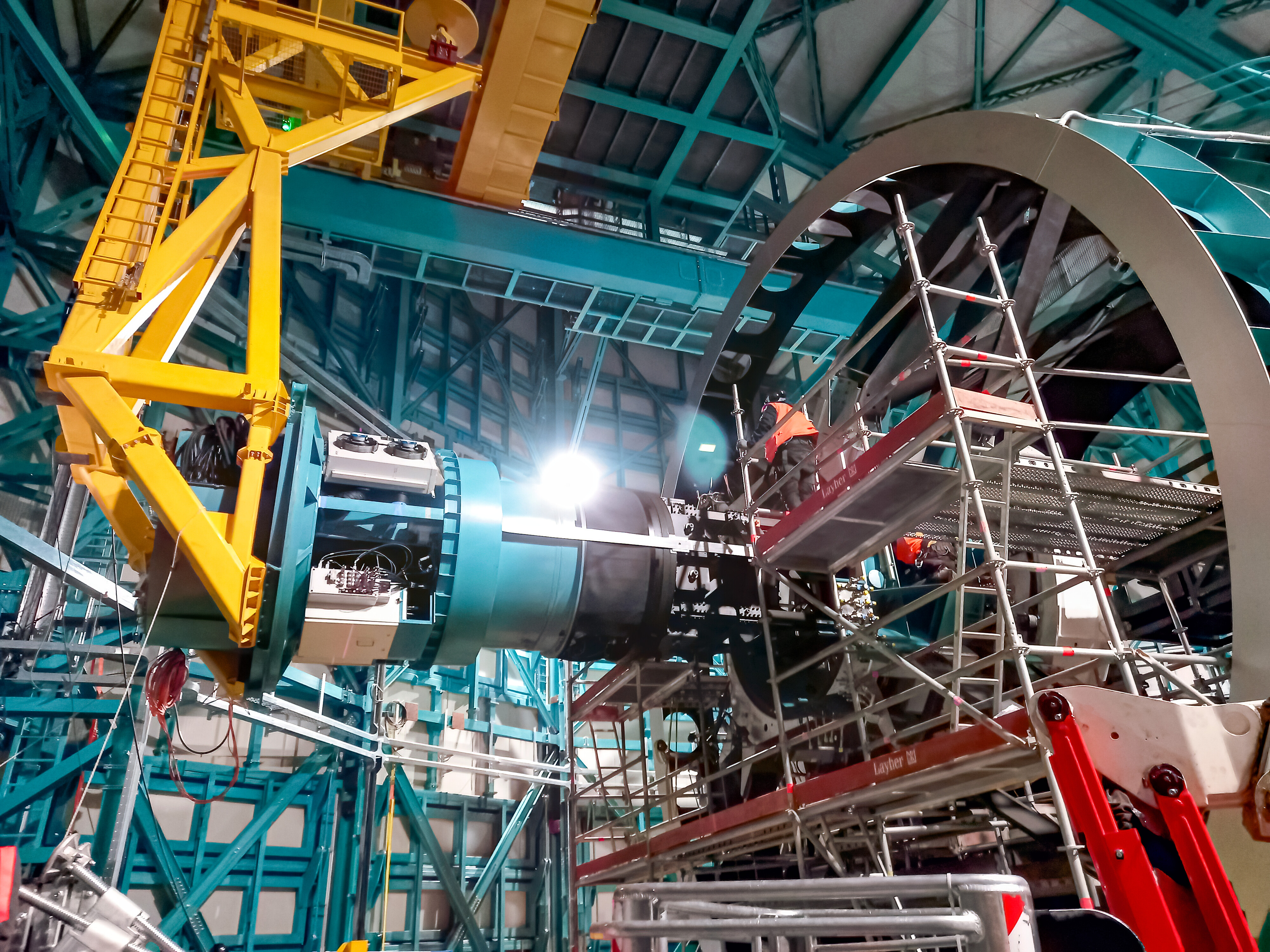
Перевірка установки камери.

Перед остаточною установкою камери на телескоп мають пройти випробування з меншою та простішою версією камери (Commissioning Camera, або ComCam) «для виконання завдань попереднього налаштування та введення в експлуатацію телескопа, отримання першого інженерного світла та, можливо, отримання ранніх наукових даних».

### Передача даних
Дані від камери мають передаватися до приміщень на вершині, звідти — до будівель «базового табору» у Ла-Серена, звідти — до Центру обробки даних у Національний центр суперкомп'ютерних технологій у США. Така передача даних має бути дуже швидкою (не менше 100 гігабіт/с) і надійною, адже саме у Центрі обробки даних у США дані будуть перетворюватися у наукові продукти, включно з повідомленнями у реальному часі про швидкоплинні події. Для передавання даних будуть використані численні оптоволоконні кабелі від будівель «базового табору» у Ла-Серена до Сантьяго, потім два виділені маршрути до Маямі, США, де вони з'єднуватимуться з наявною інфраструктурою швидкісною передачі даних. Ці два виділені маршрути були активовані у березні 2018 року консорціумом «AmLight».
Оскільки маршрут передачі даних перетинає декілька державних кордонів, були залучені багато різних груп, у тому числі Асоціація університетів для досліджень в астрономії (в Чилі та США), REUNA (Чилі), Флоридський міжнародний університет (США), AmLightExP (США), RNP (Бразилія) та Університет Іллінойсу в Урбана-Шампейн (США), які всі беруть участь у Групі розробників мережі LSST. Ця група організацій розробляє та забезпечує повноцінну роботу мережі у різних мережевих доменах та провайдерах.

## Можливий вплив сузір'їв супутників
Дослідження, проведене Європейською південною обсерваторією у 2020 році, показало, що від 30 % до 50 % сутінкових спостережень сильно постраждають від сузір'їв супутників. Оглядові телескопи мають велике поле зору і вивчають короткочасні явища, такі як наднові або астероїди.  Методи протидії, які працюють на інших телескопах, тут можуть бути менш ефективними. Особливо постраждають зображення в сутінках (50 %), і на початку та наприкінці ночі (30 %). Для яскравих слідів повна експозиція може бути зіпсована комбінацією насиченості, перехресних зв'язків (віддалені пікселі отримують сигнал через природу електроніки ПЗЗ) і ореолів (внутрішні відбиття всередині телескопа та камери), спричинених супутниковим слідом, що впливає на площу неба, значно більшу, ніж власне траєкторія супутника під час зйомки. Для слабких слідів буде втрачено лише чверть зображення. Попереднє дослідження, проведене обсерваторією Вери Рубін, виявило вплив на 40 % у сутінках, і лише ночі в середині зими не впливали.
Можливі підходи до цієї проблеми полягають у зменшенні кількості або яскравості супутників, модернізації системи ПЗЗ-камери телескопа або і перше, і друге. Спостереження за супутниками Starlink показали зменшення яскравості супутникового сліду для затемнених супутників. Однак, цього зменшення недостатньо, щоб пом'якшити вплив на огляди широких полів, такі як огляд обсерваторії Вери Рубін. Тому SpaceX на нових супутниках запроваджує сонцезахисний козирок, щоб прикрити частини супутника, видимі з землі, від прямого сонячного світла. Мета полягає в тому, щоб супутники були тьмянішими 7-ї зоряної величини, щоб уникнути перенасичення детекторів. Це обмежує проблему лише слідом супутника, а не всім зображенням.